# Важка атлетика на літніх Олімпійських іграх 1996
Змагання з важкої атлетики на літніх Олімпійських іграх 1996 тривали з 20 до 30 липня в Міжнародному конгрес-центрі Джоржії. Змагалися тільки чоловіки. Розіграно 10 комплектів нагород.

## Медальний залік
| Дисципліни   | Золото                        | Срібло                        | Бронза                     |
| ------------ | ----------------------------- | ----------------------------- | -------------------------- |
| До 54 кг     | Халіл Мутлу · Туреччина       | Чжан Сянсень · Китай          | Севдалин Минчев · Болгарія |
| До 59 кг     | Тан Ліншен · Китай            | Леонідас Сабаніс · Греція     | Ніколай Пешалов · Болгарія |
| До 64 кг     | Наїм Сулейманоглу · Туреччина | Валеріос Леонідіс · Греція    | Сяо Цзяньґан · Китай       |
| До 70 кг     | Чжан Сюйґан · Китай           | Кім Мьоннам · КНДР            | Аттіла Фері · Угорщина     |
| До 76 кг     | Пабло Лара Родрігес · Куба    | Йото Йотов · Болгарія         | Чон Чхольхо · КНДР         |
| До 83 кг     | Піррос Дімас · Греція         | Марк Густер · Німеччина       | Анджей Цофалик · Польща    |
| До 91 кг     | Олексій Петров · Росія        | Леонідас Кокас · Греція       | Олівер Карузо · Німеччина  |
| До 99 кг     | Акакіос Какіашвіліс · Греція  | Анатолій Храпатий · Казахстан | Денис Готфрід · Україна    |
| До 108 кг    | Тимур Таймазов · Україна      | Сергій Сирцов · Росія         | Ніку Влад · Румунія        |
| Понад 108 кг | Андрій Чемеркін · Росія       | Ронні Веллер · Німеччина      | Стефан Ботев · Австралія   |

## Таблиця медалей
| Місце               | Країна               | Золото | Срібло | Бронза | Загалом |
| ------------------- | -------------------- | ------ | ------ | ------ | ------- |
| 1                   | Греція (GRE)         | 2      | 3      | 0      | 5       |
| 2                   | Китай (CHN)          | 2      | 1      | 1      | 4       |
| 3                   | Росія (RUS)          | 2      | 1      | 0      | 3       |
| 4                   | Туреччина (TUR)      | 2      | 0      | 0      | 2       |
| 5                   | Україна (UKR)        | 1      | 0      | 1      | 2       |
| 6                   | Куба (CUB)           | 1      | 0      | 0      | 1       |
| 7                   | Німеччина (GER)      | 0      | 2      | 1      | 3       |
| 8                   | Болгарія (BUL)       | 0      | 1      | 2      | 3       |
| 9                   | Північна Корея (PRK) | 0      | 1      | 1      | 2       |
| 10                  | Казахстан (KAZ)      | 0      | 1      | 0      | 1       |
| 11                  | Австралія (AUS)      | 0      | 0      | 1      | 1       |
| 11                  | Польща (POL)         | 0      | 0      | 1      | 1       |
| 11                  | Румунія (ROU)        | 0      | 0      | 1      | 1       |
| 11                  | Угорщина (HUN)       | 0      | 0      | 1      | 1       |
| Загалом (14 збірні) | Загалом (14 збірні)  | 10     | 10     | 10     | 30      |

## Країни-учасниці
Змагалися 243 важкоатлети з 77-ми країн:
| - Албанія (1) - Алжир (3) - Американське Самоа (1) - Аргентина (3) - Вірменія (10) - Аруба (1) - Австралія (7) - Азербайджан (2) - Білорусь (10) - Бразилія (1) - Болгарія (10) - Камерун (1) - Канада (2) - Чилі (1) - Китай (10) - Китайський Тайбей (4) - Колумбія (5) - Острови Кука (1) - Куба (5) - Чехія (2) |  | - Домініканська Республіка (1) - Єгипет (1) - Сальвадор (1) - Фіджі (1) - Фінляндія (2) - Франція (2) - Грузія (2) - Німеччина (10) - Велика Британія (1) - Греція (10) - Гватемала (1) - Угорщина (7) - Індія (5) - Індонезія (1) - Ірак (1) - Ізраїль (1) - Італія (2) - Японія (7) - Казахстан (7) |  | - Кенія (1) - КНДР (2) - Південна Корея (7) - Кувейт (1) - Латвія (5) - Литва (1) - Маврикій (2) - Молдова (5) - Марокко (1) - Науру (3) - Непал (1) - Нігерія (1) - Норвегія (1) - Панама (1) - Папуа Нова Гвінея (1) - Польща (5) - Португалія (1) - Пуерто-Рико (1) - Румунія (5) |  | - Росія (9) - Самоа (1) - Саудівська Аравія (1) - Сейшельські Острови (1) - Словаччина (3) - Соломонові Острови (1) - Іспанія (1) - Швеція (2) - Сирія (1) - Тайланд (1) - Тонга (1) - Туреччина (10) - Уганда (1) - Україна (7) - США (10) - Уругвай (1) - Узбекистан (5) - Венесуела (1) - СР Югославія (1) |